# Жана Каролин Виолет
Жана Каролин Виолет (на френски: Jeanne Caroline Violet) е френска писателка на произведения в жанра любовен роман и пътепис. Пише под псевдонима Ги Шантпльор (на френски: Guy Chantepleure).

## Биография и творчество
Жана Каролин Виолет е родена на 1 февруари 1870 г. в Париж, Франция.
Била е омъжена за Едгар-Етиен Дюсап (1875-1950), консул на Франция в Атина. Тя е била заедно с него в град Янина (който по това време е турски), когато градът е обсаден от гърците през 1912-1913 г. Тяхната роля за подкрепа на гръцкото население на града при тези трудни обстоятелства е имало много интелигентност и енергия. Премеждията си описва в романа „La ville assiègée, Jannina“.
След това съпругът ѝ е назначен в Сидни, а пътуването им дотам през тихоокеанските пристанища и спирането в Нова Каледония, е описано в нейния пътепис „Escales océaniennes“ от 1935 г.
Жана Каролин Виолет умира на 26 юни 1951 в Майен, Франция, където живее в последните десетина години от живота си. В град Янина има улица на нейно име.

## Произведения

### Самостоятелни романи
- Ma conscience en robe rose (1895)
- Априлската годеница, Fiancée d'Avril (1898)
- Le Château de la vieillesse (1900)
- Les ruines en fleurs (1901)
- Mon ami l'oiseau bleu (1901)
- Âmes féminines (1902)
- Белият сфинкс, Sphinx blanc (1903)
- L'Aventure d'Huguette (1904)
- Le Théâtre de la primevère (1904) – 6 пиеси за деца
- Le baiser au clair de lune (1908)
- След раздялата, La folle histoire de Fridoline (1908)
- Collection des romans honnêtes (1909)
- Malencontre (1910)
- Спътница в любовта, La Passagère (1911)
- Le Hasard et l'amour (1911)
- La ville assiègée, Jannina (1912)
- Mariage de raison (1918) – комедия
- L'Inconnue bien-aimée... (1925)
- Le Magicien (1927)
- Le Cœur désire... (1931) – сборник
- Comédie nuptiale... (1932)
- Escales océaniennes (1935)
- Eux et nous sur un bateau (1936)
- Mes souvenirs de Bali (1938)

### Филмография
- 1918 La passaggera – по романа
- 1920 Malencontre – по романа „Malencontre“
- 1949 La passagère – по романа
- 1952 La de los ojos color del tiempo
- 1993 Lil, la de los ojos color del tiempo – ТВ филм